# 한국정신대문제대책협의회
한국정신대문제대책협의회(韓國挺身隊問題對策協議會, 약칭 정대협)은 1990년 11월 16일에 37개의 여성단체가 모여 창립되었다.

## 역사
1990년에 창립된 정대협은 1992년 <일본군 위안부 문제 해결 아시아연대회의>(약칭 아시아연대회의)를 발족하였다. <아시아연대회의>는 일본군 위안부 문제를 '민족'의 문제를 넘어 '전쟁과 여성 인권'의 문제로 그 의미를 확장시켜 나갔다.
<아시아연대회의>는 일본군 위안부 문제 해결을 위한 남북 간 연대 활동 및 국제적 연대 활동을 이끌어내었다. 8차 <아시아연대회의>에서 남북이 처음으로 '일본군 위안부 공동 성명'을 발표했다. 이러한 연대 활동의 결과로, 유엔인권위원회, 여성차별철폐위원회, ILO전문가위원회 등 국제기구들이 연달아 일본 정부에 공식 사죄, 법적 배상, 책임자 처벌 등을 요구하는 결의문과 보고서를 채택했다. 미국, EU, 캐나다, 네덜란드 등 세계 각국 의회에서도 일본 정부에 일본군 위안부 문제 해결을 요구하는 결의안 채택이 이어졌다.
2000년 12월, 도쿄에서 열린 <여성국제전범법정>에서는 전 일본 국왕 히로히토에게 유죄 판결을 내렸는데, 이는 국제사회의 주목을 받았다. 이 법정은 여성들의 힘으로 연 민중 법정으로서 성노예 제도의 '가해국'에서 열렸다는 점에서 역사적 의미를 가졌다.
2001년 7월, <전쟁과 여성인권센터>가 정대협 병설기구로 발족하였다. <전쟁과 여성인권센터>는 "지금도 세계는 전쟁이 계속되고 있으며, 인권을 유린당하는 여성들이 있다. 가장 중요한 것은 ‘평화’를 지키는 것이다"라는 점을 교육해왔다. 여기에서 말하는 ‘평화’란 단지 전쟁이 없는 상태를 말하는 것이 아니라, 일상에서 일어나는 모든 폭력을 종식시키는 것을 의미한다. 즉, 약자에 대한 폭력과 차별에 저항하고 인권을 소중히 하는 태도를 가지는 것이 바로 평화를 지키는 노력이라고 보는 것이다. 일본군 위안부 피해 할머니들이 성매매 피해 여성들, 기지촌 피해 여성들 등에게도 연대의 손길을 내밀었던 것은, 전쟁의 속성과 평화의 참된 의미에 대한 통찰이 있었기에 가능했던 일이었다.
<전쟁과여성인권센터>의 노력과 할머니들의 평화에 대한 소망은 <전쟁과여성인권박물관> 건립 운동으로 확대되었다. 2011년 8월, ‘희망의 문 열기’ 행사를 가지고 서울 마포구에 개관을 준비 중인 <전쟁과 여성인권박물관>은 일본군 위안부 문제의 진실을 기록하고 알리고 미래 세대에 평화의 참된 뜻을 가르치기 위함이다. <전쟁과 여성인권박물관>의 종자돈은 일본군 위안부 피해 할머니들의 손으로 마련된 것인데, 인권과 평화의 소중함을 전하는 일에 누구보다 일본군 위안부 피해 할머니들이 더 적극적이었다는 사실은 시사하는 바가 컸다. 즉, 일본군 위안부 피해 할머니들은 스스로의 존엄을 지키고 인류 역사에 이와 같은 범죄가 재발되지 않도록 교육하고자 박물관 건립에 누구보다 앞장섰던 것이다. 2012년 4월 27일, <전쟁과 여성인권박물관> 개관일이 2012년 5월 5일로 결정되었다. 이는 2003년에 일본군 위안부 피해 할머니들이 정부 생활지원금을 쪼개어 낸 주춧돌 기금으로 점화식을 한 지 9년 만의 일이었다. 이 박물관은 당초 서울 서대문구 서대문독립공원 부지에 건립될 예정이었는데, 서울시가 독립공원 매점 부지를 기부해 2009년 3월 8일 '세계여성의날'에 첫 삽을 떴으나 광복회 등의 반대에 부딪혀 마포구 성산동에 새 부지를 마련했던 것이다. 독립유공자 단체들은 '순국선열에 대한 명예훼손'이라는 이유로 반대했었다.
2013년 7월 30일(현지시간), 서울 중학동 주한 일본대사관 앞에 세워진 것과 같은 '평화의 소녀상'이 국외에서 처음으로 미국 캘리포니아주 로스앤젤레스 인근 글렌데일 시립 중앙도서관 앞 공원에 세워졌다. 일본군 위안부 피해자 김복동은 이 '소녀상 제막식'에 맞춰 윤미향 정대협 대표와 함께 미국을 방문하여 로스앤젤레스·시카고·워싱턴 등지를 돌며 일본군 위안부 증언 활동을 하기도 하였다.
2012년 12월, 정대협은 1991년 8월 14일 김학순(당시 67세, 1997년 별세)가 일본군 위안부 피해 사실을 공개 증언한 것을 기념해 '8월 14일'을 '위안부 기림일'로 정했고, 제68주년 광복절을 하루 앞둔 2013년 8월 14일 낮 서울 중학동 주한 일본대사관 앞에서 '제1회 세계 일본군 위안부 기림일'을 기념하는 1087번째 수요집회가 열렸다.
2018년 ‘한국정신대문제대책협의회’(정대협)와 ‘일본군성노예제 문제 해결을 위한 정의기억재단’(정의기억재단)이 ’일본군성노예제 문제 해결을 위한 정의기억연대’(정의연)로 통합되었다.

## 관련 기사
- 박희정. 할머니들 “콩고내전 강간피해자 돕겠다”. 일다. 2012년 3월 9일.

## 같이 보기
- 수요시위
- 조선여자근로정신대
- 조선남자근로보국대
- 정의연